# ام طوبی

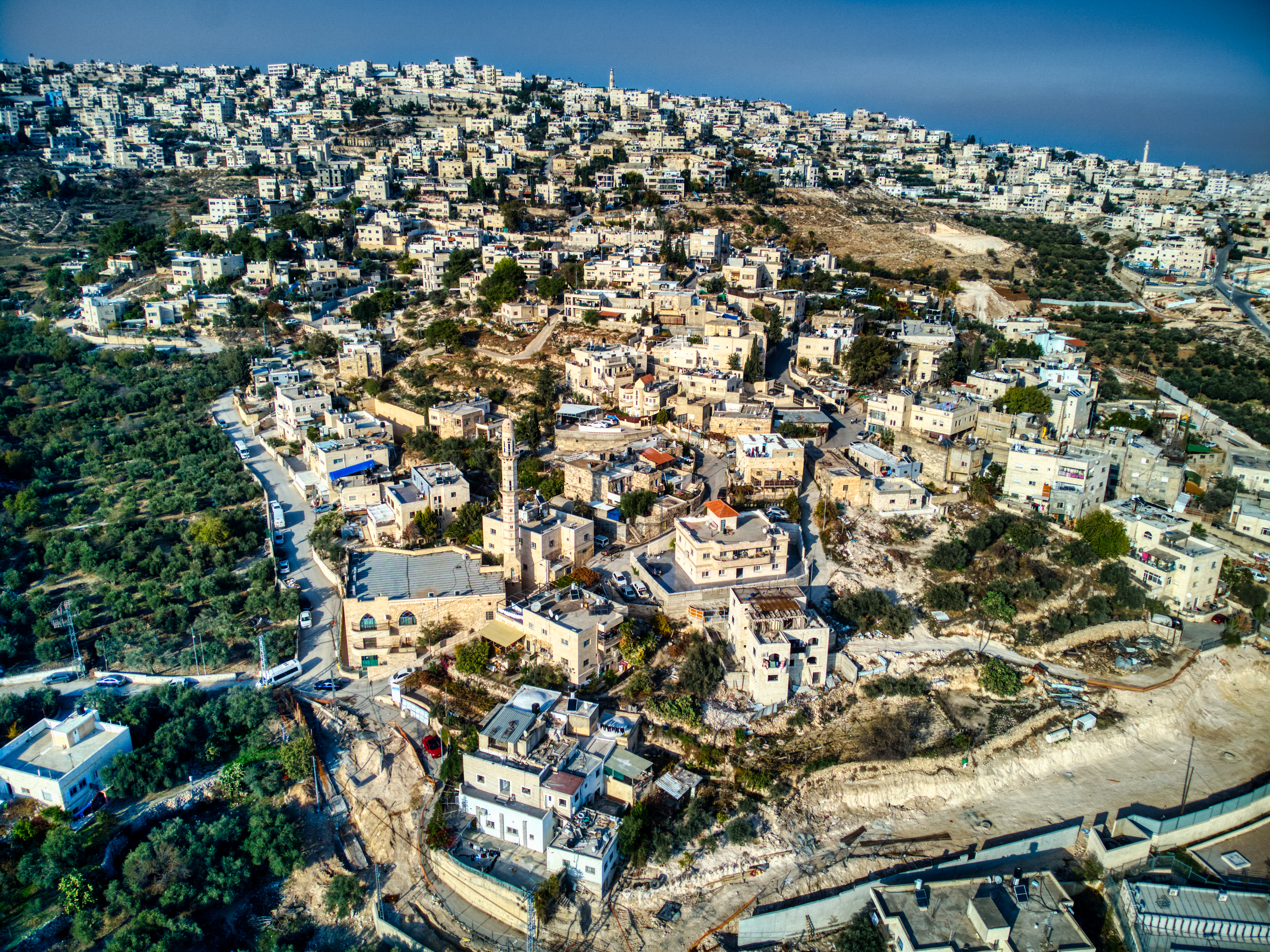
ام طوبی

ام طوبی، (به عربی: أم طوبا) یک روستا فلسطینی در ۷ کیلومتری جنوب شهر بیت المقدس و شمال بیت لحم می‌باشد. جمعیت این روستا ۶۰۰۰ نفر است و مسلمان هستند.